# Paulina Rubio
Paulina Susana Rubio Dosamantes (Città del Messico, 17 giugno 1971) è una cantante e attrice messicana, figlia dell'attrice Susana Dosamantes.
Fra gli artisti messicani di maggior successo di sempre, nel corso della sua carriera ha venduto oltre 15 milioni di album e ottenuto premi prestigiosi come i Premio Lo Nuestro e Latin Billboard Music Awards, oltre ad ottenere nomination a Grammy e Latin Grammy. Ha inoltre preso parte a trasmissioni televisive a tema musicale come The X Factor e La Banda. Forbes Messico l'ha inclusa nella lista delle 50 donne più influenti della nazione nel 2012 e nel 2013.

## Biografia
Suo padre, Enrique Rubio González (1943-2011), era un avvocato di origine spagnola; Sua madre è Susana Dosamantes, un'attrice messicana consacrata. Dosamantes aveva vissuto a Guadalajara, Jalisco fino all'adolescenza quando decise di diventare un'attrice cinematografica e, poco prima della nascita di Rubio, divenne uno dei sex symbol più popolari degli anni '70 in Messico. Il fratello minore di Rubio, Enrique Rubio Jr., è un importante avvocato e persona mondana, mentre la sua sorellastra Ana Paola Rubio si tiene lontana dai riflettori. La sua eredità musicale viene dalla nonna e dalla bisnonna, rispettivamente cantante e pianista mezzosoprano. I suoi bisnonni erano originari della Spagna e del Portogallo, e fin da piccola trascorreva due o tre mesi all'anno in Europa, visitando i parenti. Il resto dell'anno risiedeva tra il Messico e Los Angeles. Da piccola "cresce nel mezzo di un mondo artistico circondato da macchine fotografiche, luci e scenografie".
Comincia a sviluppare la sua vocazione artistica nel 1980, quando entra nel Centro de Capacitación Artística dell'emittente messicana Televisa, dove selezionano un gruppo di giovani al fine di lanciarli nel mondo della musica. Il 30 aprile 1982 viene scelta per entrare nel gruppo Timbiriche, nel quale canta per un periodo di nove anni, insieme ad altri bambini, tra i quali Eduardo Capetillo, Sasha Sokol e Thalía.
Appoggiata dal cantante spagnolo Miguel Bosé, che è la guida del gruppo e, con la volontà di divenire una grande cantante, porta avanti la sua preparazione professionale, alternando il suo lavoro nel gruppo con corsi privati di jazz, canto e vocalità. Nel 1982 debutta col gruppo, insieme al quale registra undici album che riscuotono successo in Messico e in tutta l'America Latina; l'album Timbiriche 7 batte tutti i record di vendita: il disco si pone infatti tra i dieci dischi in lingua spagnola più venduti della storia della musica latina.

### Gli anni '90
Nel 1990 decide di abbandonare il gruppo per lanciarsi come solista. Frequenta corsi di canto e vocalità a Los Angeles, sviluppando qualità che le sarebbero poi tornate utili nella sua carriera da solista.
Nel 1991 si trasferisce in Spagna per firmare il suo primo album da solista, La chica dorada, con la produzione di Miguel Blasco, che le farà ottenere un disco di platino.
Nel 1993 pubblica il suo secondo disco, 24 kilates, continuando sullo stesso stile dell'album di debutto, e nel 1994 partecipa al Festival di Viña del Mar, in Cile, come ospite.
Nel gennaio 1995 presenta simultaneamente in diciotto Paesi, l'album El tiempo es oro, dal quale sono estratti i singoli Te daría mi vida e Nada de ti. L'album Planeta Paulina del 1996, lanciato dal singolo Enamorada, ottenne un buon successo di critica e di pubblico con un milione e mezzo di copie vendute; la Rubio decide tuttavia di abbandonare la casa discografica EMI Capitol per divergenze artistiche e di prendersi una pausa che durerà quattro anni. La sua unica partecipazione su un palco sarà in occasione del tour Reencuentro, con il vecchio gruppo Timbiriche.

### Paulina(1999-2001)

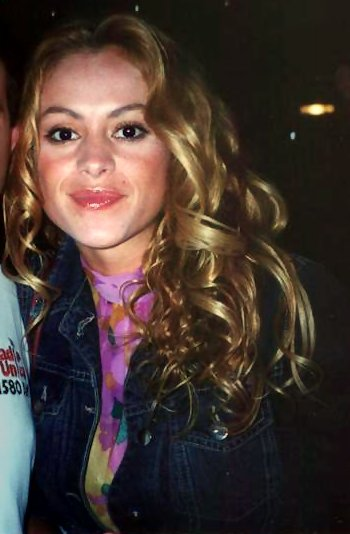
Paulina Rubio nel 2000

Con la casa discografica Universal Music, nell'agosto 1999, lancia il brano Vive el verano, il suo primo successo dalla separazione con la EMI.
Il 23 aprile 2000, con il singolo Lo haré por ti, lancia il suo quinto album in studio, Paulina, che contiene il singolo Y yo sigo aquí. A questo disco, nel quale si mescolano sonorità pop, rock, rancheras e hip-hop, la cantante messicana ha lavorato un paio di anni. L'album vende oltre quattro milioni di copie a livello mondiale, diventando il più venduto secondo la rivista Billboard, oltre a ottenere la nomination al Grammy Latino e molti altri premi. In Spagna le vengono per questo riconosciuti un doppio disco d’oro ed i Premi Onda e Amigo come "Migliore artista femminile dell'anno 2001".

### Border Girl(2002-2003)
Il grande successo del disco spinge la Universal Records a cominciare le registrazioni di un primo disco in lingua inglese, Border Girl, lanciato il 18 giugno 2002. Il suo singolo Don't Say Goodbye sale fino alla posizione 41 della lista di Billboard.
Questo album la porta in diverse parti del mondo, come al Festival di Sanremo ed al Festivalbar in Italia, ma anche in Venezuela ed in Cile al Festival di Viña del Mar. In Giappone le consegnano il disco d'oro per le centomila copie vendute. Dopo il suo primo singolo, seguono Sexual Lover e Casanova, che arriva in prima posizione nella classifica russa.
La Rubio si guadagna la copertina della rivista Rolling Stone e l'album Border Girl raggiunge il milione di copie vendute a livello mondiale.
In questo periodo ha modo di lavorare con diversi interpreti, come Ronan Keating, Coti Sorokin ed Emilio Estefan, nonché con i gruppi Control Machete, Los Tetas e Bacilos.

### Pau-Latina(2004-2005)
Nel 2004 torna con un nuovo album in spagnolo, Pau-Latina, con un mix di sonorità latine, spagnole e gitane, ma mariachi, batucada, reggaeton, dance, hip-hop e rock.
Il primo singolo Te quise tanto, scritto dalla Rubio insieme all'argentino Sorokin, si colloca al primo posto sia nella classifica della rivista Billboard, sia nel Record Report venezuelano, essendo stata la canzone più trasmessa nel 2004 dalle radio del Venezuela. Seguono i singoli Algo Tienes e Dame otro tequila. Il disco vende oltre tre milioni di copie a livello mondiale.

### Ananda(2006-2009)

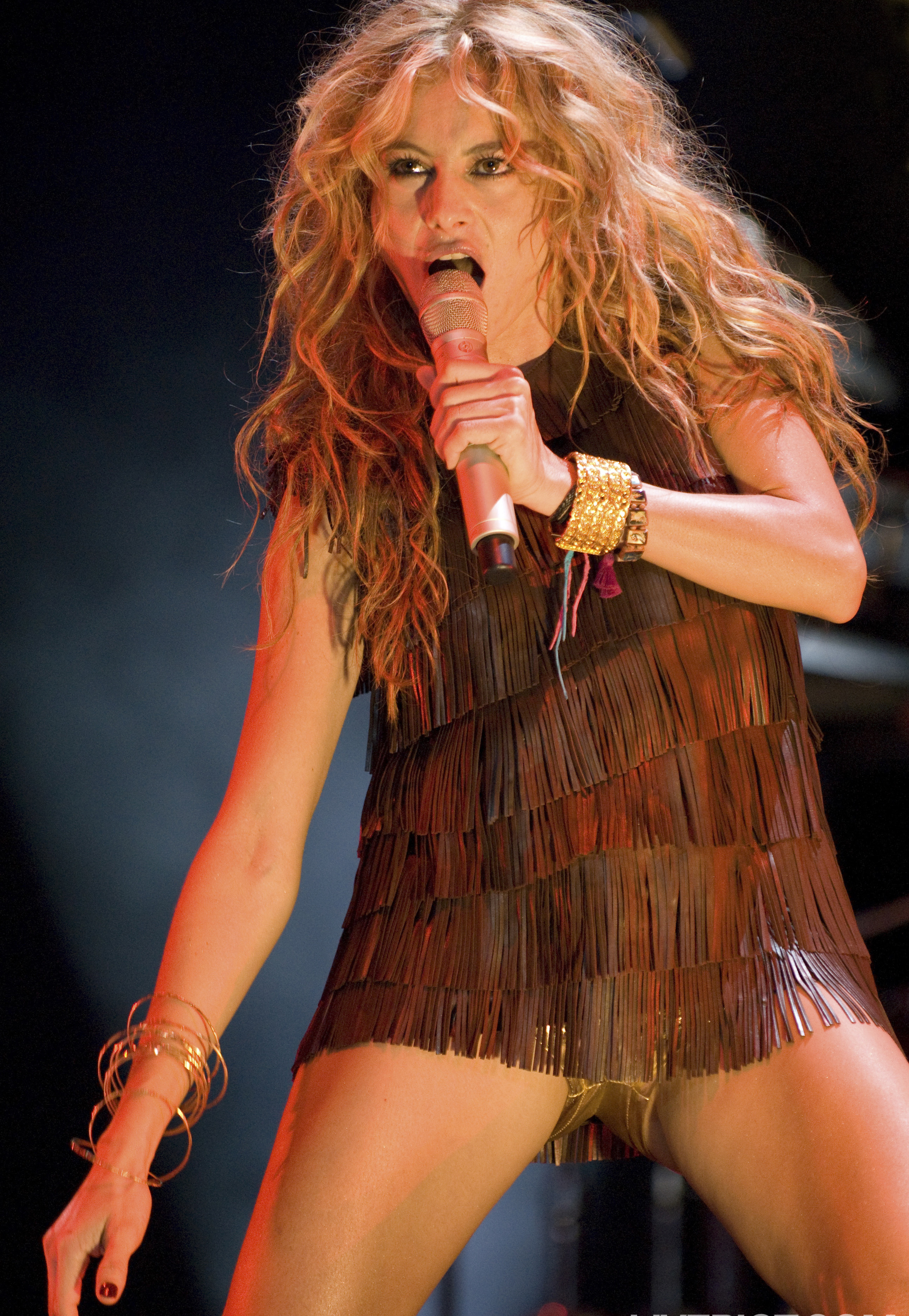
Paulina Rubio in concerto nel 2007

Nel settembre 2006 lancia il suo nuovo album in spagnolo, intitolato Ananda, il cui primo singolo estratto è Ni una sola palabra, composto da un componente del gruppo spagnolo La Oreja de Van Gogh. Con questo album, la cantante torna in vetta alle classifiche spagnole, latino-americane e statunitensi. Nel febbraio del 2007, esce il suo nuovo singolo Nada puede cambiarme che vede la partecipazione dell'ex-chitarrista dei Guns N' Roses, Slash, seguito dal singolo Nena, scritto in collaborazione con Bosé, e contenuto nel Best of dello spagnolo Papito. Questa canzone è il primo singolo dell'album che contiene altre collaborazioni con artisti di livello internazionale come Julieta Venegas e Shakira. Nell'estate dello stesso anno, intraprende un tour che tocca anche l'Italia con un concerto a Milano il 31 luglio; nel frattempo esce il nuovo singolo del suo ultimo album, Ayúdame.

### Gran City Pop(2009-2010)
Il suo nono album in studio, Gran City Pop, viene pubblicato il 23 giugno 2009 dall'etichetta Universal Music. L'album era atteso dopo l'estate del 2008 e debutta in Messico, in Colombia e nell'America centrale al primo posto delle classifiche di vendita ancor prima di lanciare il primo singolo, e raggiunge il Billboard Hot Latin Songs. Appena una settimana dopo la pubblicazione, l'album ottiene il disco di platino negli Stati Uniti d'America e Porto Rico, e quello d'oro in Messico. L'album vende più di trecentomila copie in tutto il mondo.

### Brava! e Pau Factor(2011-2013)
Il decimo album Brava! è stato pubblicato il 15 novembre 2011 negli Stati Uniti e il 29 novembre in Spagna. L'album contiene le hit Me gustas tanto, Me voy e Boys Will Be Boys, primo singolo in inglese della cantante dal 2002.
L'album è stato ripubblicato in edizioni speciali con nuove canzoni; il titolo della riedizione è stato Bravisima e Brava Reloaded a seconda dei mercati, nel 2012.
In questo periodo la cantante si dedica intensamente anche alla televisione, partecipando come giudice all'edizione messicana de "La Voz", all'edizione statunitense de "La Voz Kids" e de La Banda infine, nel 2013, a X Factor Usa.
Proprio in concomitanza alla sua partecipazione a X Factor viene pubblicata nel 2013 la raccolta "Pau Factor" negli Stati Uniti, contenente i successi dal 2000 al 2012.

### Deseo(2015-2019)
L'undicesimo album è stato pubblicato il 14 settembre 2018, dopo ben sette anni dall'ultimo album di studio e dopo vari annunci di una sua imminente pubblicazione. Già nel 2014 Paulina annunciava un nuovo singolo, di genere "La Bomba", "Cuanto Te Quiero" . La canzone fu eseguita live in alcuni concerti, ma la sua pubblicazione come primo singolo del nuovo album, ancora senza titolo, fu cancellata. La canzone farà parte della pubblicazione del 2018. Nel Febbraio 2015 usciva sul mercato il singolo di Paulina in collaborazione con il gruppo colombiano Morat, all'epoca sconosciuto, "Mi Nuevo Vicio", che diventò un successo in Spagna ed in Messico, raggiungendo rispettivamente la prima e la sedicesima posizione delle classifiche ufficiali. Il singolo ottenne inoltre la certificazione Doppio Platino in Spagna per le 80,000 copie vendute.
Nel 2016 e nel 2018 vennero pubblicati i successivi tre singoli dell'album, Si Te Vas, Me Quema e Desire (Me Tienes Loquita). Il quinto singolo, Suave Y Sutil veniva pubblicato poco prima dell'uscita dell'album, il 7 settembre 2018.
Nel 2019 l'album è stato ripubblicato nella Edizione Speciale, contenente nuove canzoni, tra le quali il sesto singolo dell'album Ya No Me Engañas. La cantante ha confermato in un'intervista che il settimo singolo Dame Mas, previsto per la seconda metà del 2019, fu cancellato dalla casa discografica a registrazione del relativo video già avvenuta.
La cantante ha partecipato come giurato dell'edizione spagnola de La Voz nel 2019.

### Attività da artista indipendente (2020-presente)
Dopo la pubblicazione dell'album Deseo, Paulina Rubio ha intrapreso il tour "Deseo" negli Stati Uniti ed ha pubblicato due singoli come artista indipendente, non legati alla casa discografica Universal Music, Si Supieran e De Que Sirve. La collaborazione con la cantante messicana Alejandra Guzman, Ni tu ni nadie è stata invece cancellata, ma il video è stato pubblicato su YouTube nella primavera del 2020.
Il 20 Marzo 2020 ha pubblicato, in collaborazione con il cantante messicano Raymix il singolo Tú Y Yo, di genere electrocumbia, che ha raggiunto la prima posizione della chart messicana Monitor Latino, detenendola, ad oggi per ben otto settimane. Si tratta del singolo di maggior successo della cantante dal singolo Mi nuevo vicio del 2015. Grazie alla collaborazione, Raymix e Paulina ottengono il riconoscimento "Miglior cumbia dell'anno" ai Premios Lo Nuestro 2021.
Nel 2021 pubblica un nuovo singolo "Yo Soy" sotto l'etichetta Sony Music Mexico. Nel 2022 intraprende il tour "Perrissimas" con Alejandra Guzman e partecipa come giurato alla trasmissione televisiva "Mira Quien Baila", dove presenta l'atteso singolo pubblicato come artista indipendente "Me Gusta" in collaborazione con Maffio. Nel 2023 Paulina continua l'attività indie con i singoli "No Es Mi Culpa" e "Propiedad Privada" presentati dal vivo in importanti eventi televisivi, rispettivamente i "Premios Lo Nuestro" e "Premios Juventud".
A Settembre 2023 inizia il tour "Camino Golden Hits Tour" negli Stati Uniti, seguito da altri eventi live con concerti e festival nel 2024. A fine 2024 pubblica un nuovo singolo come artista indipendente "Balada Pop".

### La carriera di attrice
La Rubio è conosciuta in Messico anche come attrice. Nel 1988 debutta nella telenovela Pasión y poder; in seguito è protagonista di Vaselina, versione spagnola del musical Grease, insieme agli altri membri del gruppo Timbiriche.
Nel 1990 è protagonista della telenovela Baila conmigo. Nel 1994 debutta nel cinema messicano con il film Bésame en la boca e nel 1995 è nel cast della telenovela Pobre Niña Rica.
Appare in una puntata di Jane the Virgin come guest star.

## Stile e influenze musicali
I suoi riferimenti musicali sono Miguel Bosé e Madonna.

## Vita privata
Il 30 aprile 2007 ha sposato l'impresario spagnolo Nicolas "Colate" Vallejo Najera da cui si è separata a marzo 2012. Nel novembre 2010 è diventata madre, e il figlio si chiama Andreàs Nicolas Vallejo-Rubio. Nel 2016, all'età di quarantacinque anni, ha dato alla luce il suo secondogenito, Eros, il cui padre è il cantante messicano Gerardo Bazua. La coppia si è lasciata alla fine del 2017. La cantante vive a Miami, nella villa "Ananda", progettata dall'architetto spagnolo Ricardo Bofil jr, per lungo tempo fidanzato della Rubio tra la metà degli anni 90 ed i primi anni 2000.

## Discografia

### Album in studio
- 1992 - La chica dorada
- 1993 - 24 Kilates
- 1995 - El tiempo es oro
- 1996 - Planeta Paulina
- 2000 - Paulina
- 2002 - Border Girl
- 2004 - Pau-Latina
- 2006 - Ananda
- 2009 - Gran City Pop
- 2011 - Brava!
- 2018 - Deseo

### Raccolte
- 2000 - Top Hits
- 2001 - I'm So in Love: Grandes Exitos
- 2007 - Paulina Remixes
- 2008 - Celebridades
- 2013 - Pau Factor

### Singoli
| Anno | Singolo                      | Posizione più alta | Posizione più alta    | Posizione più alta     | Album           |
| Anno | Singolo                      | US                 | U.S. Hot Latin Tracks | U.S. Latin Pop Airplay | Album           |
| ---- | ---------------------------- | ------------------ | --------------------- | ---------------------- | --------------- |
| 1992 | Mio                          | -                  | 3                     | -                      | La chica dorada |
| 1992 | Abriendo las puertas al amor | -                  | 9                     | -                      | La chica dorada |
| 1992 | Amor de mujer                | -                  | 8                     | -                      | La chica dorada |
| 1992 | Sabor a miel                 | -                  | 22                    | -                      | La chica dorada |
| 1993 | Nieva, nieva                 | -                  | 27                    | -                      | 24 Kilates      |
| 1993 | Vuelve junto a mi            | -                  | 20                    | -                      | 24 Kilates      |
| 1996 | Siempre tuya desde la raiz   |                    |                       |                        | Planeta Paulina |
| 1997 | Enamorada                    |                    |                       |                        | Planeta Paulina |
| 2000 | El ultimo adios              | -                  | 18                    | 13                     | Paulina         |
| 2000 | Lo hare por ti               | -                  | 13                    | 7                      | Paulina         |
| 2000 | Sexi Dance                   | -                  | 34                    | 18                     | Paulina         |
| 2000 | Tal vez, quiza               | -                  | 42                    | 20                     | Paulina         |
| 2001 | Y yo sigo aquí               | -                  | 3                     | 2                      | Paulina         |
| 2001 | Vive el verano               | -                  | -                     | -                      | Paulina         |
| 2001 | Yo no soy esa mujer          | -                  | 7                     | 4                      | Paulina         |
| 2002 | Don't Say Goodbye            | 41                 | 5                     | -                      | Border Girl     |
| 2002 | Si tu te vas                 | -                  | 5                     | -                      | Border Girl     |
| 2002 | Todo mi amor                 | -                  | 5                     | 2                      | Border Girl     |
| 2002 | The One You Love             | 97                 | -                     | -                      | Border Girl     |
| 2002 | Baila Casanova               | -                  | 37                    | 22                     | Border Girl     |
| 2004 | Te quise tanto               | -                  | 1                     | 1                      | Pau-Latina      |
| 2004 | Algo tienes                  | -                  | 4                     | 1                      | Pau-Latina      |
| 2004 | Dame otro tequila            | -                  | 1                     | 1                      | Pau-Latina      |
| 2004 | Alma en libertad             | -                  | 39                    | 24                     | Pau-Latina      |
| 2005 | Mia                          | -                  | 8                     | 5                      | Pau-Latina      |
| 2006 | Ni una sola palabra          | 98                 | 1                     | 1                      | Ananda          |
| 2007 | Nada puede cambiarme         | -                  | 21                    | 6                      | Ananda          |
| 2007 | Ayudame                      | -                  | 36                    | 11                     | Ananda          |
| 2007 | Que me voy a quedar          | -                  | -                     | -                      | Ananda          |
| 2009 | Causa y efecto               | 104                | 1                     | 1                      | Gran City Pop   |
| 2009 | Ni rosas ni juguetes         |                    |                       |                        | Gran City Pop   |
| 2010 | Algo de ti                   |                    |                       |                        | Gran City Pop   |
| 2011 | Me gustas tanto              | -                  | 1                     | 1                      | Brava!          |
| 2012 | Me voy                       | -                  | -                     | -                      | Brava!          |
| 2012 | Boys Will Be Boys            | -                  | -                     | -                      | Brava!          |
| 2015 | Mi nuevo vicio               | -                  | -                     | -                      | Deseo           |
| 2016 | Si te vas                    |                    |                       |                        | Deseo           |
| 2016 | Me quema                     |                    |                       |                        | Deseo           |
| 2018 | Desire (me tienes loquita)   |                    |                       |                        | Deseo           |
| 2018 | Suave y sutil                |                    |                       |                        | Deseo           |
| 2019 | Ya no me engañas             |                    |                       |                        | Deseo           |
| 2019 | Si supieran                  |                    |                       |                        | TBA             |
| 2019 | De que sirve                 |                    |                       |                        | TBA             |
| 2020 | Tú y yo (con Raymix)         |                    |                       |                        | TBA             |
| 2021 | Yo soy                       |                    |                       |                        | TBA             |
| 2022 | Me gusta (con Maffio)        |                    |                       |                        | TBA             |
| 2023 | No es mi culpa               |                    |                       |                        | TBA             |
| 2023 | Propiedad privada            |                    |                       |                        | TBA             |
| 2024 | Balada pop                   |                    |                       |                        | TBA             |